# Uri Rubin
Uri Rubin (in lingua ebraica: אורי רובין; Kiryat Ono, 1944 – 26 ottobre 2021) è stato un arabista e islamista israeliano, per anni professore al Dipartimento di Studi Arabi e Islamistica all'Università di Tel Aviv in Israele.

## Biografia
Le sue aree di ricerca furono l'Islam primitivo (con particolare enfasi sul Corano), l'esegesi del Corano (tafsir) e la prima tradizione islamica (sira e hadith). Fu autore di numerosi libri sull'argomento e scrisse numerose voci dell'Encyclopædia of Islam.
Rubin fece parte dell'Advisory Board per l'Encyclopaedia of the Qurʾān.

## Opere
- (EN) The Eye of the Beholder: The Life of Muhammad as Viewed by the Early Muslims (A Textual Analysis), Princeton, New Jersey, The Darwin Press, 1995.
- (EN) Between Bible and Qur'an: The Children of Israel and the Islamic Self-Image, Princeton, New Jersey, The Darwin Press, 1999.
- (EN) Muhammad the Prophet and Arabia, collana Variorum Collected Studies Series, Ashgate, 2011.